# Quân hàm Quân đoàn cơ giới Quốc gia xã hội chủ nghĩa

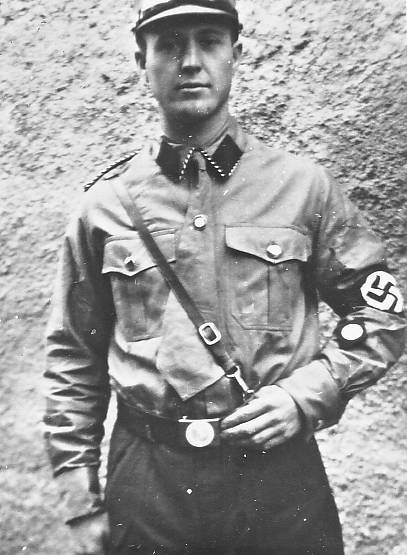
Một binh sĩ của NSKK

Các cấp bậc và phù hiệu của Quân đoàn cơ giới quốc gia xã hội chủ nghĩa (Nationalsozialistisches Kraftfahrkorps, viết tắt NSKK) là một hệ thống xếp hạng bán quân sự ở Đức được sử dụng từ những năm 1931 đến 1945. Chúng dựa trên cấp bậc và phù hiệu của Sturmabteilung (SA), mà NSKK ban đầu là một phần.

## Cấp bậc
| Vá cổ áo | Cầu vai           | Cấp bậc NSKK             | Dịch                     | Tướng đương trong Lục quân Đức Quốc xã |
| -------- | ----------------- | ------------------------ | ------------------------ | -------------------------------------- |
|          |                   | Korpsführer              | Quân đoàn trưởng         | Thống chế                              |
|          |                   | Obergruppenführer        | Đoàn trưởng cao cấp      | Đại tướng                              |
|          |                   | Gruppenführer            | Đoàn trưởng              | Trung tướng                            |
|          |                   | Brigadeführer            | Lữ đoàn trưởng           | Thiếu tướng                            |
|          |                   | Oberführer               | Chỉ huy Cao cấp          | Đại tá                                 |
|          |                   | Standartenführer         | Lãnh đạo tiêu chuẩn      | Đại tá                                 |
|          | Oberstaffelführer | Cơ đội trưởng cao cấp    | Trung tá                 |                                        |
|          | Staffelführer     | Cơ đội trưởng            | Thiếu tá                 |                                        |
|          |                   | Hauptsturmführer         | Chỉ huy đột kích trưởng  | Đại úy                                 |
|          |                   | Obersturmführer          | Chỉ huy đột kích Cao cấp | Thượng úy                              |
|          |                   | Sturmführer              | Chỉ huy đột kích         | Trung úy                               |
|          |                   | Haupttruppführer         | Cơ đội trưởng chính      | Không có tương đương                   |
|          | Obertruppführer   | Cơ đội trưởng cao cấp    | Thượng sĩ tham mưu       |                                        |
|          | Truppführer       | Cơ đội trưởng            | Thượng sĩ chính          |                                        |
|          | Oberscharführer   | Phân đội trưởng cao cấp  | Thượng sĩ                |                                        |
|          | Scharführer       | Phân đội trưởng          | Sĩ quan cấp dưới         |                                        |
|          | Rottenführer      | Tiểu đội trưởng          | Thượng "Miễn"            |                                        |
|          | Sturmmann         | Cơ binh - Xung kích viên | "Miễn"                   |                                        |
|          | Không có          | Mann                     | Cơ binh                  | Binh                                   |

## Phù hiệu đơn vị
Đối với tất cả các cấp bậc Oberstaffelführer trở xuống, NSKK mang một miếng vá cổ áo đơn vị, được đeo trên cổ áo bên phải, đối diện với huy hiệu cấp bậc. Huy hiệu đơn vị này hiển thị số Sturm (Đại đội) của một thành viên, tiếp theo là số của trung đoàn cơ giới mà họ trực thuộc Quân đoàn cơ giới xã hội chủ nghĩa quốc gia .

## Người giới thiệu
1. ↑  “Nationalsozialistisches Kraftfahrkorps (NSKK) Regulation Collar Tabs”. GermanDaggers.com. 2013. Truy cập ngày 1 tháng 12 năm 2018.
2. ↑  Weiß, Hermann (2002). “Appendix”. Biographisches Lexikon zum Dritten Reich [Biographical lexicon to the Third Reich] (bằng tiếng German). Frankfurt on Main: Fischer. ISBN 978-3596130863.Quản lý CS1: ngôn ngữ không rõ (liên kết)
3. 1 2  CIA (24 tháng 8 năm 1999). “Records Integration Title Book” (PDF). tr. 23. Bản gốc (PDF) lưu trữ ngày 23 tháng 1 năm 2017. Truy cập ngày 11 tháng 12 năm 2018.